# 围场厅
圍場廳是清朝的散廳，位於今日河北省與內蒙古自治區的交界（圍場滿族蒙古族自治縣）。前身即清朝皇家猎场——木兰围场。清晚期的光緒二年，才設置「圍場廳」這個行政區。

## 历史
本來「木蘭圍場」是清朝皇帝的御用獵場，木蘭是满语的「哨鹿」之意。木兰秋狝之际，清朝皇帝亦在此接見蒙古部王公。平常禁止其他普通人居住，只有官方的旗兵駐守管理。但是清中晚期，內憂外患天下漸亂王法不彰，也越來越多外地移民前往入住，漢、滿、蒙等各個民族人民都雜居在此，於是朝廷只好設立一個縣級行政區「圍場廳」來管理，本屬直隸省(今河北省)承德府管轄，光緒三十年，又改歸同省的宣化府管轄。而「圍場廳」這個地名，也是承襲是「木蘭圍場」而來。民國時期，全國實施「廢廳改縣」，於是改名為圍場縣，曾經屬於熱河省管轄。

## 延伸
清代的散廳，是只有清朝才有的地方行政區劃制度，等於今日縣級單位的一種。在清朝，圍場廳考评是「衝，繁，疲，難」，這也是當時縣級編制地位的最高等級。而圍場廳本是清代內蒙古卓索圖盟、昭烏達盟等二盟之地。清初康熙時期，朝廷在此地設立「木蘭圍場」，包括今河北省承德市的围场县全境、隆化县、丰宁县和内蒙古自治区多伦县、克什克腾旗部分。